# Iveco Daily
Der Iveco Daily deckt seit 1978 nunmehr in der siebten Generation den Bereich von der 3,5-Tonnen-Klasse bis zur 7-Tonnen-Klasse von Iveco ab. Der Daily wurde ursprünglich als Nachfolger des Fiat 616 entwickelt. Seit seiner Einführung 1978 wurden weltweit mehr als drei Millionen Daily verkauft (Stand 2018).

## Daily I (1978–1990)

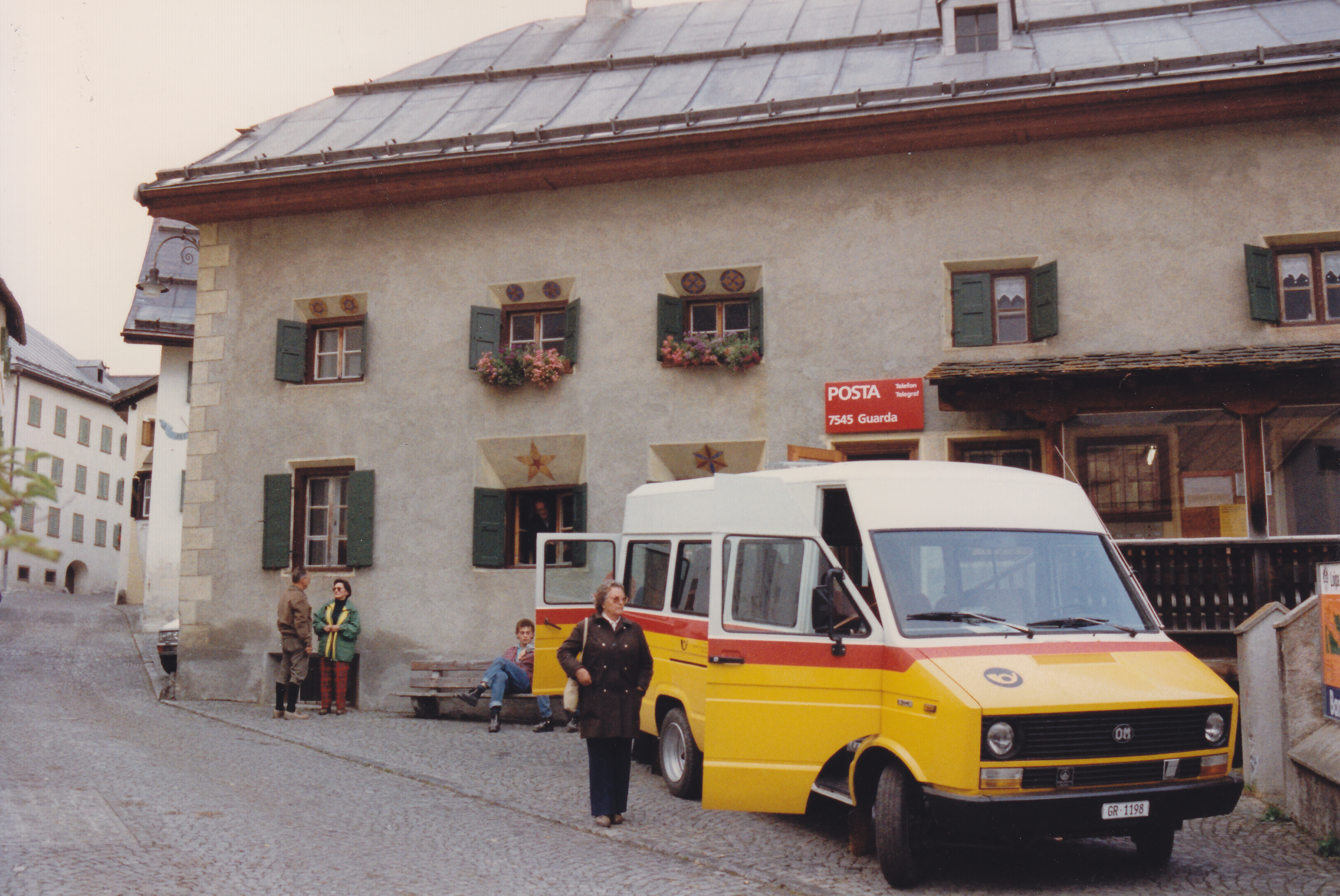
Ein OM Grinta als Minibus der PTT im Einsatz zwischen dem Bahnhof von Guarda und dem Ort (Oktober 1990)

Der Daily I wurde von 1978 bis 1990 gebaut. Das Modell wurde ursprünglich ab 1973 von Fiat, Alfa Romeo und Officine Meccaniche als Fiat S-Reihe entwickelt und wurde letztlich als Fiat Daily präsentiert. Bis zum einheitlichen Auftritt von Iveco wurde das Modell noch von den Iveco bildenden Unternehmen angeboten, außer als Fiat Daily auch als OM Grinta in Italien, Saurer Grinta in der Schweiz und Unic Daily in Frankreich; in Deutschland wurde der Daily unter der Marke Fiat auch über das Servicenetz von Magirus-Deutz vertrieben. Bis 1980 waren das ursprüngliche Markenemblem im Kühlergrill und der Schriftzug IVECO rechts oberhalb der Stoßstange. Zwischen 1980 und 1983 wanderte dann überall das Iveco-Emblem in den Kühlergrill und die lokalen Markennamen nahmen den anderen Platz ein (siehe Bild oben). Damit sollten die Kunden langsam an die neue Marke Iveco gewöhnt werden. Ab 1990 fielen die lokalen Bezeichnungen weg, außer beim Alfa Romeo AR8, der stets als Alfa Romeo angeboten wurde.
Der Daily ist ein Kurzhauber mit Leiterrahmen, einzeln aufgehängten Vorderrädern und Hinterradantrieb. Diese Bauweise wurde seither bei allen neuen Modellen beibehalten. Die Fahrgestelle und Kastenwagen wurden bei OM in Brescia und Suzzara gefertigt, die Mehrfachkabiner und Busse liefen im Fiat-Werk Pomigliano d’Arco vom Band. Am Anfang hatte der Daily einen Wirbelkammerdieselmotor von SOFIM mit 2445 cm³ Hubraum, 53 kW (72 PS, den SOFIM-8140-Motor) oder einen Ottomotor mit 1971 cm³, 56 kW (76 PS) und war mit einem Gesamtgewicht bis 4 Tonnen erhältlich. 1985 erschien ein SOFIM-Dieselmotor mit 2445 cm³ Hubraum, Direkteinspritzung und Turbolader, der 68 kW (92 PS) leistete. Dieses Modell wurde von nun an als Turbo Daily angeboten. 1986 ersetzte ein SOFIM-Wirbelkammerdieselmotor mit 2499 cm³, 55 kW (75 PS) den bisherigen, und das Gesamtgewicht stieg auf fünf Tonnen. Ab 1987 war auf Wunsch Allradantrieb erhältlich, und ein längerer Radstand ermöglichte mehr Ladevolumen beim Kastenwagen.
Um 1980 wurden mehrere Varianten mit Elektroantrieb hergestellt, die als „Elektro-Daily“ und „Elektro-Grinta“ bezeichnet wurden. Der Aktionsradius wurde mit 80 km angegeben und lag damit im Bereich des VW T2-Elektrotransporters. Aus dem Leergewicht von 2625 kg ergab sich bei unveränderter Gesamtmasse eine Nutzmasse von 875 kg (mit Dieselmotor: 1570 kg).

### Produktion in Serbien
Der Iveco Daily I wurde in Serbien als Zastava Rival in Lizenz von Zastava Kamioni gefertigt.

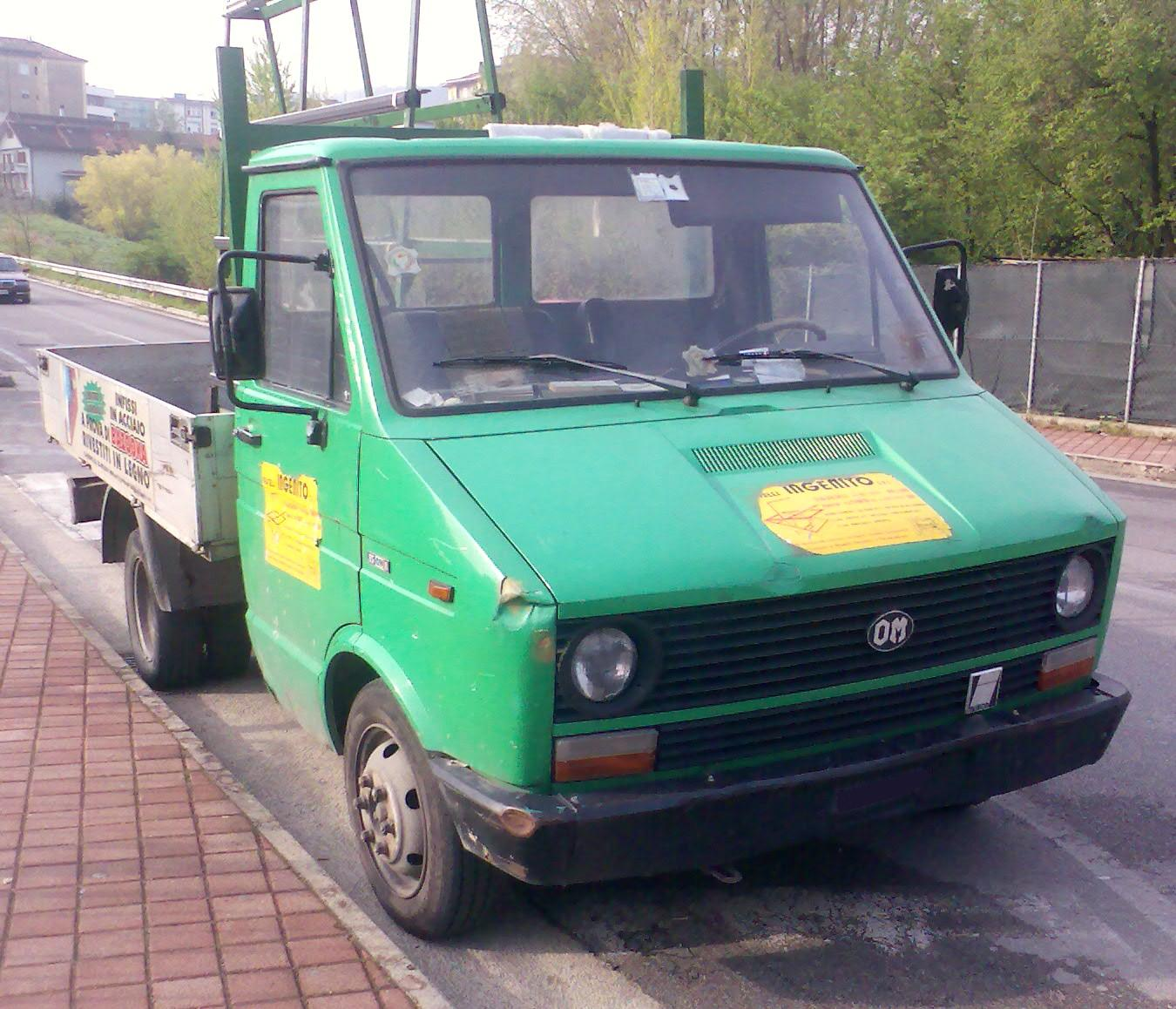
OM Grinta
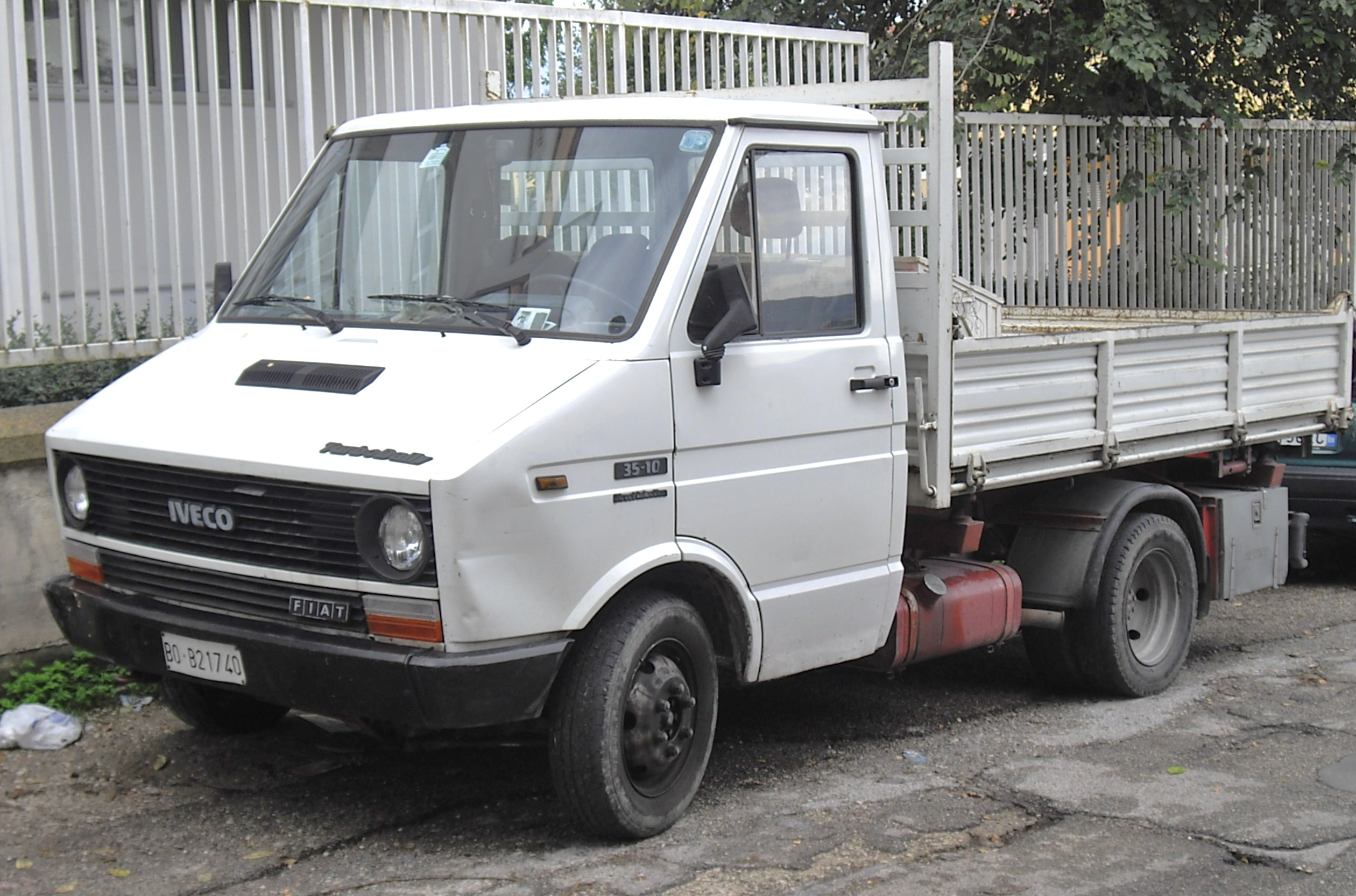
Iveco Daily mit Fiat Emblem
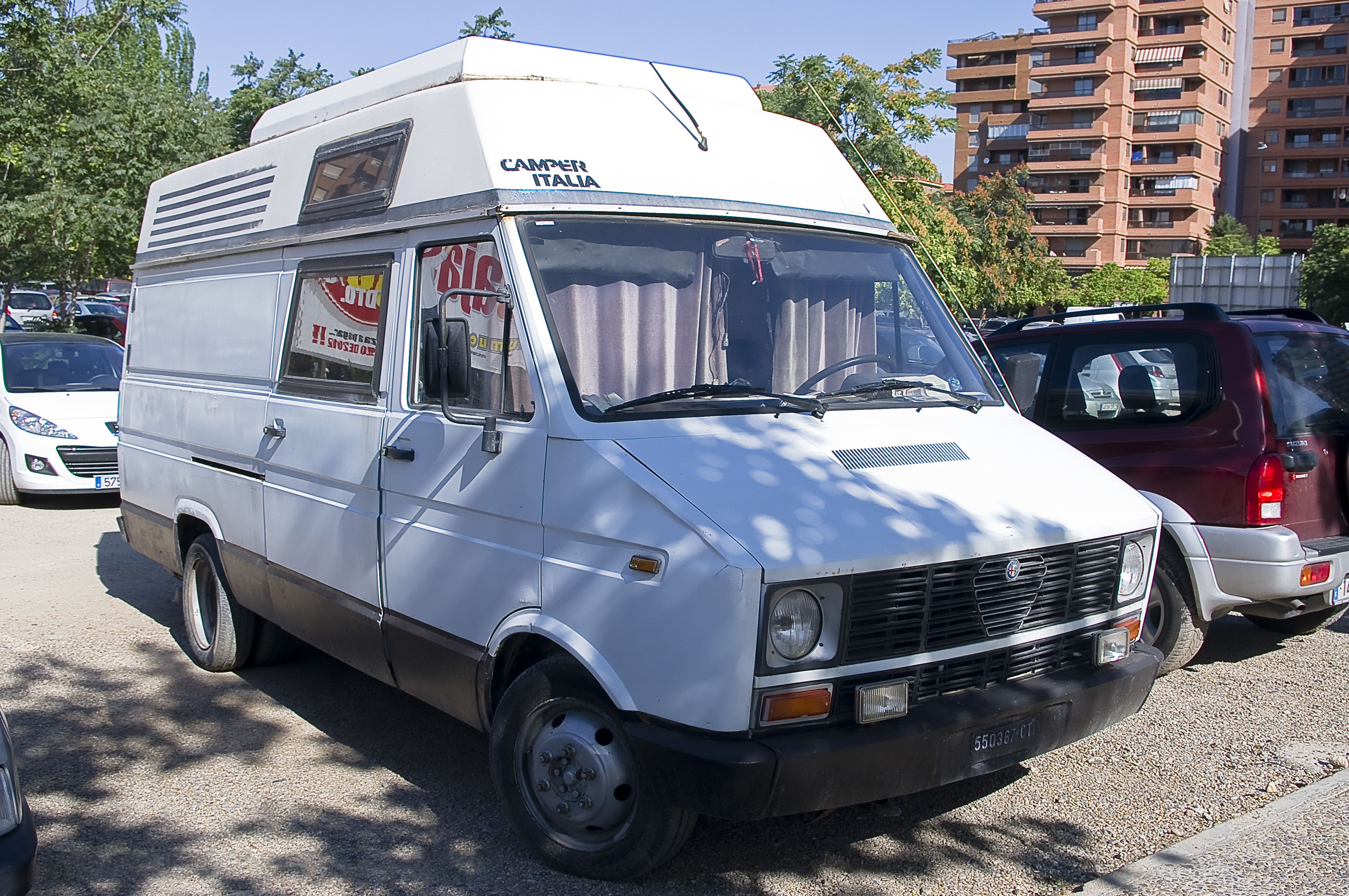
Alfa Romeo AR8

## Daily II (1990–1999)
Der Daily II startete 1990 mit einer überarbeiteten Kabine, Verbesserungen am 8140-Motor mit damals 2,5 l Hubraum und auf Wunsch Allradantrieb. Er war nur noch unter dem Namen Iveco Daily erhältlich und wurde bei OM in Brescia und Suzarra gebaut. Der Turbodieselmotor mit Direkteinspritzung hatte nun 76 kW (103 PS), während der Wirbelkammermotor weiterhin 55 kW (75 PS) leistete. Das Gesamtgewicht betrug nun sechs Tonnen. Der Kastenwagen war auch mit einem Ladevolumen von 17 m³ und 2,10 m Stehhöhe erhältlich. Ab 1992 stand ein Turbodieselmotor mit 85 kW (116 PS) und Ladeluftkühler zur Wahl. In Valladolid in Spanien entstand ein drittes Produktionswerk. 1994 kam eine 2,5-l-Turbo-Version mit rechnergesteuerter Einspritzung und 80 kW (109 PS), zudem war nun Servolenkung Serienstandard.

### Facelift 1996

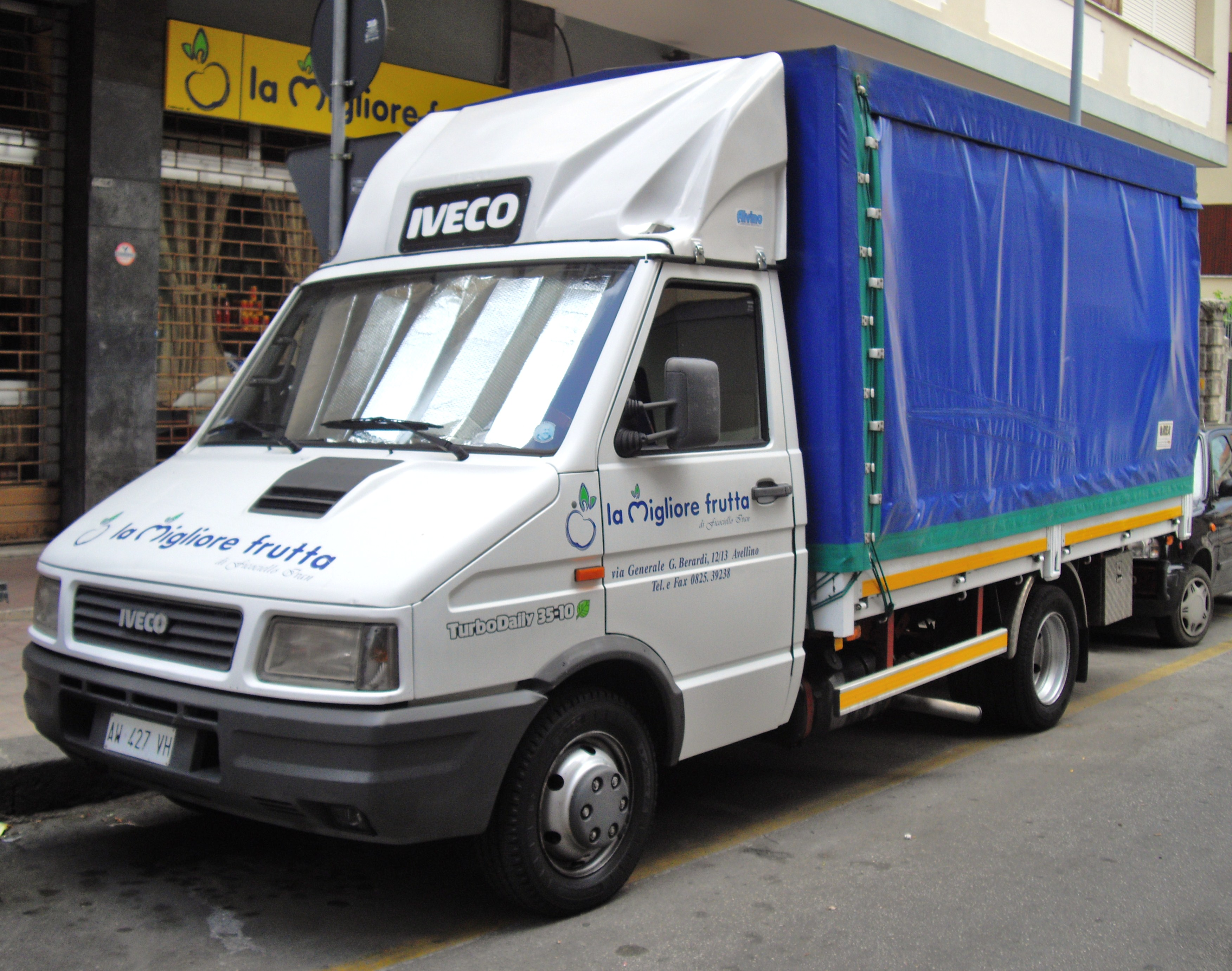
Pritsche vor dem Facelift.

1996 wurde der Daily überarbeitet, er unterschied sich optisch nur wenig vom Vorgängermodell. Es zog ein neues Armaturenbrett ein, Scheibenbremsen hinten waren nun serienmäßig, und auf Wunsch war ein Antiblockiersystem erhältlich. Der Motor 8140 hatte nun 2,8 Liter Hubraum und erreichte die Schadstoffklasse Euro 2. Die Anhängelast betrug nun bis 3500 kg. Als Wirbelkammerversion leistete er nun 60 kW (82 PS) und als Direkteinspritzer 75 kW (102 PS) oder 90 kW (122 PS).

### Motor 8140
Der Motor 8140 wurde in diversen Varianten teilweise auch im Sevel-Sud-Transporter (Fiat Ducato, Peugeot Boxer, Citroën Jumper) und dem Renault Master und Trafic und ihren Varianten (Opel- und Nissan-Transporter) eingesetzt. Der Motor hatte einen Zahnriemen als Antrieb für Nockenwelle und Einspritzpumpe. Lediglich die vierradgetriebene Variante des Daily war mit einer Steuerkette versehen.

### Getriebe
Sowohl in der Modellreihe bis einschließlich 1989 als auch ab 1990 (Facelift 1996) waren allradgetriebene Varianten erhältlich. Hinter das normale 5-Gang-Getriebe war ein Verteilergetriebe mit den Schaltstufen 2N (Hinterradantrieb), 4N (Allrad ohne Untersetzung), F (Leerlauf) sowie 4R (Allrad mit Untersetzung 1:2,74) angeschlossen. Die Steigfähigkeit des Fahrzeugs mit 4050 kg zulässigem Gesamtgewicht war mit 100 % bei eingelegter Untersetzung angegeben.

### China-Produktion

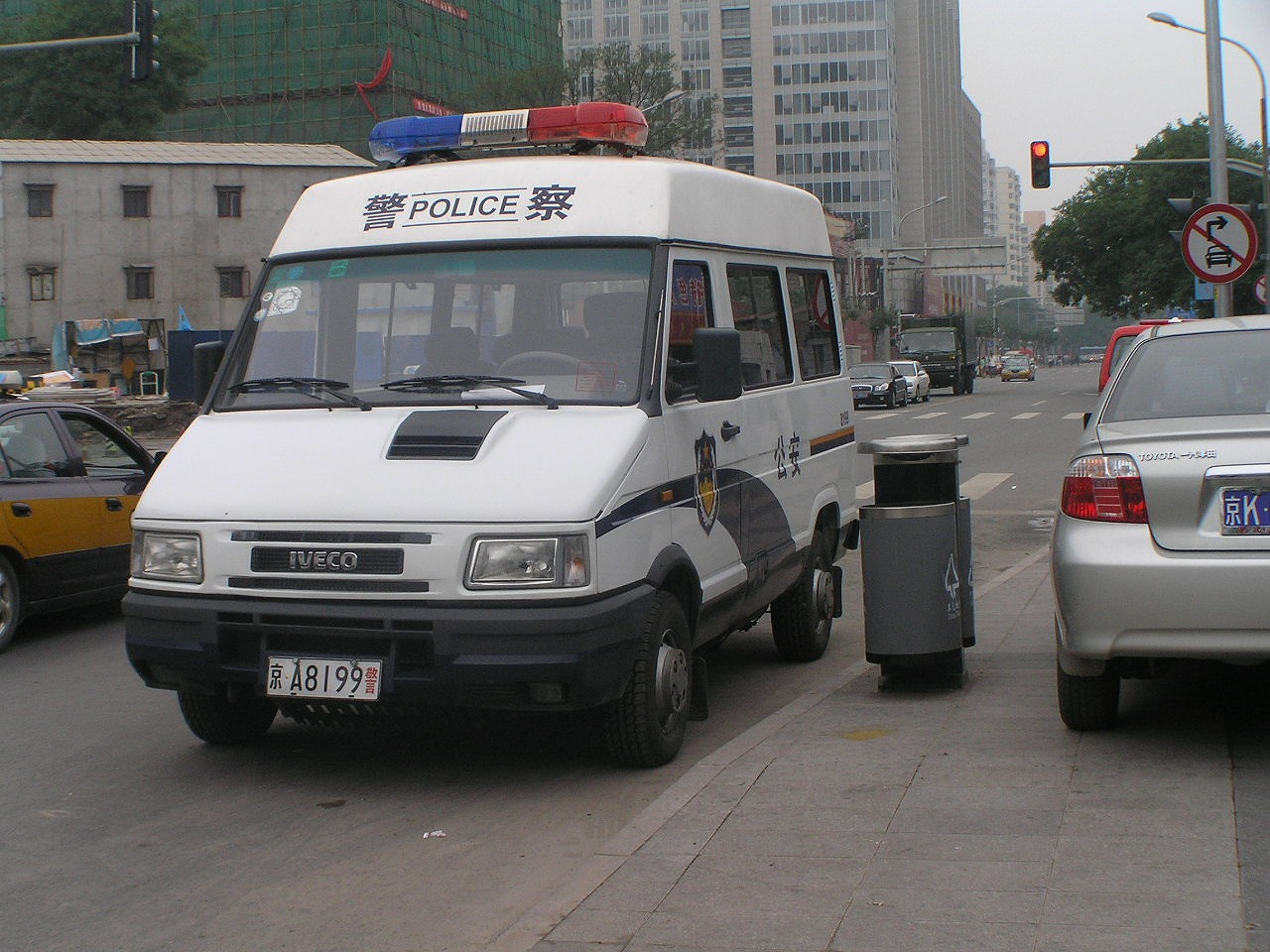
Daily China

In Nanjing wird der Daily der zweiten Generation weiterhin produziert. Der Hersteller Nanjing Vehicle baut das Modell hier seit 1997 in einem Joint-Venture mit der Nanjing Automobile Group. Dabei wurde 2004 eine überarbeitete Version parallel zum alten Modell als Kleinbus als Power Daily eingeführt. Bei den kommerziellen Modellversionen erhielt der Turbo Daily bereits bei seiner Einführung 1997 die Zusatzbezeichnung Commercial Vehicle. Seit 2007 wird der Power Daily als Euro Truck angeboten.

## Daily III (1999–2006)

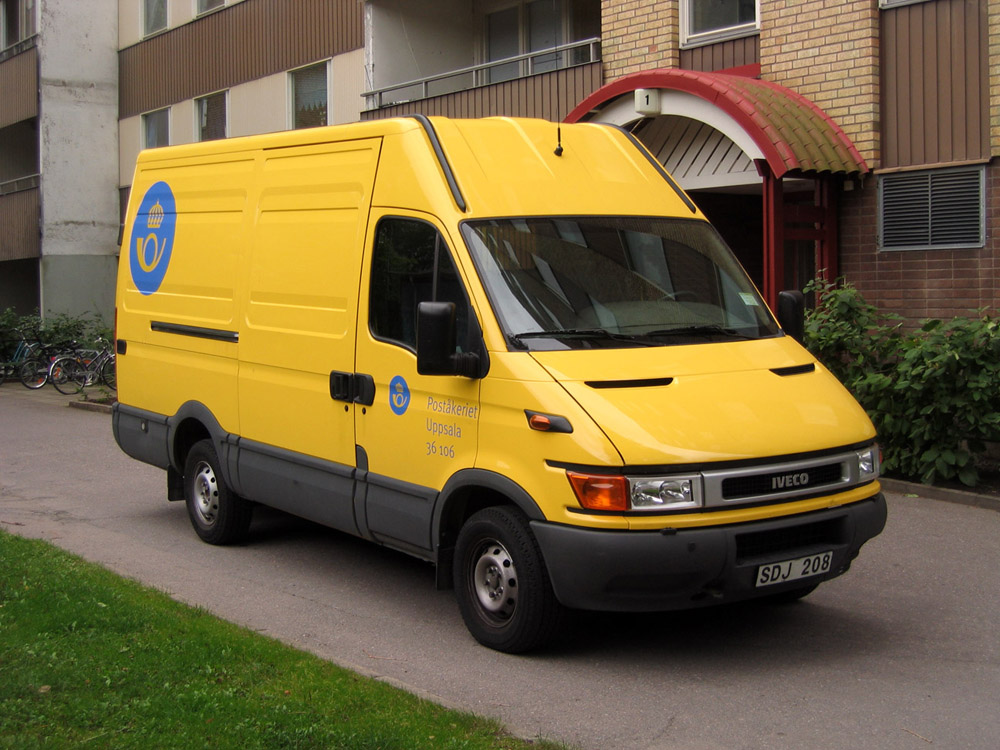
Iveco Daily III als Kastenwagen der Schwedischen Post

Im Jahr 1999 startete der neu konstruierte Daily III. Er war der erste Transporter seiner Klasse mit Common-Rail-Einspritzung. Das Ladevolumen betrug 7 bis 17,2 m³, und es gab 2000 Konfigurationsmöglichkeiten. Das maximale Gesamtgewicht betrug nun 6,5 Tonnen. Speziell ausgestattete Branchenmodelle waren nun verfügbar. All dies führte dazu, dass der Daily 2000 erstmals Marktführer in seinem europäischen Segment wurde. 2003 folgte die HPI-Motorengeneration zusammen mit überarbeiteter Kabine und verbessertem Fahrwerk.

### Motorisierung
Erhältlich waren drei Motorisierungen, jeweils alle mit dem Motor 8140 mit 2,8 Liter Hubraum. Der Saugmotor mit VE-Einspritzpumpe mit annähernd 66 kW (90 PS) wurde sehr selten verkauft. Der Motor mit 78 kW (106 PS) hat ebenfalls eine VE-Einspritzpumpe und einen Turbolader mit Ladeluftkühlung. Das Modell mit der Typbezeichnung …13 mit 92 kW (125 PS) wurde mit der damals neuen Common-Rail-Einspritzung ausgestattet. Später wurde das Modell …11 ebenfalls mit CR-Einspritzung ausgestattet. Kurz darauf folgte die Topmotorisierung des …15 mit 107 kW (145 PS) auch mit dem 8140-Motor, jedoch mit verstellbaren Leitschaufeln in der Aufladeturbine.
Im Jahr 2003 kam der HPI-Motor F1A mit 2,3 Liter Hubraum und der zweiten Generation der Common-Rail-Einspritzung, jeweils als Modell mit der Typbezeichnung …10 mit 70 kW (95 PS) oder Typ…12 mit 85 kW (116 PS) auf den Markt. Somit waren zusammen mit dem F1A nur noch die Modelle mit 8140-Motor …13 und …15 erhältlich. Anfang 2004 startete der neue 3-Liter-Motor F1C mit demselben Grundaufbau wie der F1A, jedoch mit kettengetriebener Nockenwelle. Der Motor war in den Fahrzeugen …14 mit 100 kW (136 PS) und …17 mit 122 kW (166 PS) erhältlich. So wurde der veraltete Ur-8140-Motor ersetzt. Im Daily mit Erdgasantrieb war der 8140 weiterhin erhältlich.

### Getriebe
Die Fahrzeuge wurden jeweils bis 88 kW mit Fünfganggetriebe und ab 88 kW mit Sechsganggetriebe ausgestattet. Mit den neuen Motoren war auch das AGile erhältlich, bei dem elektronisch geschaltet wird.

### Produktion in China

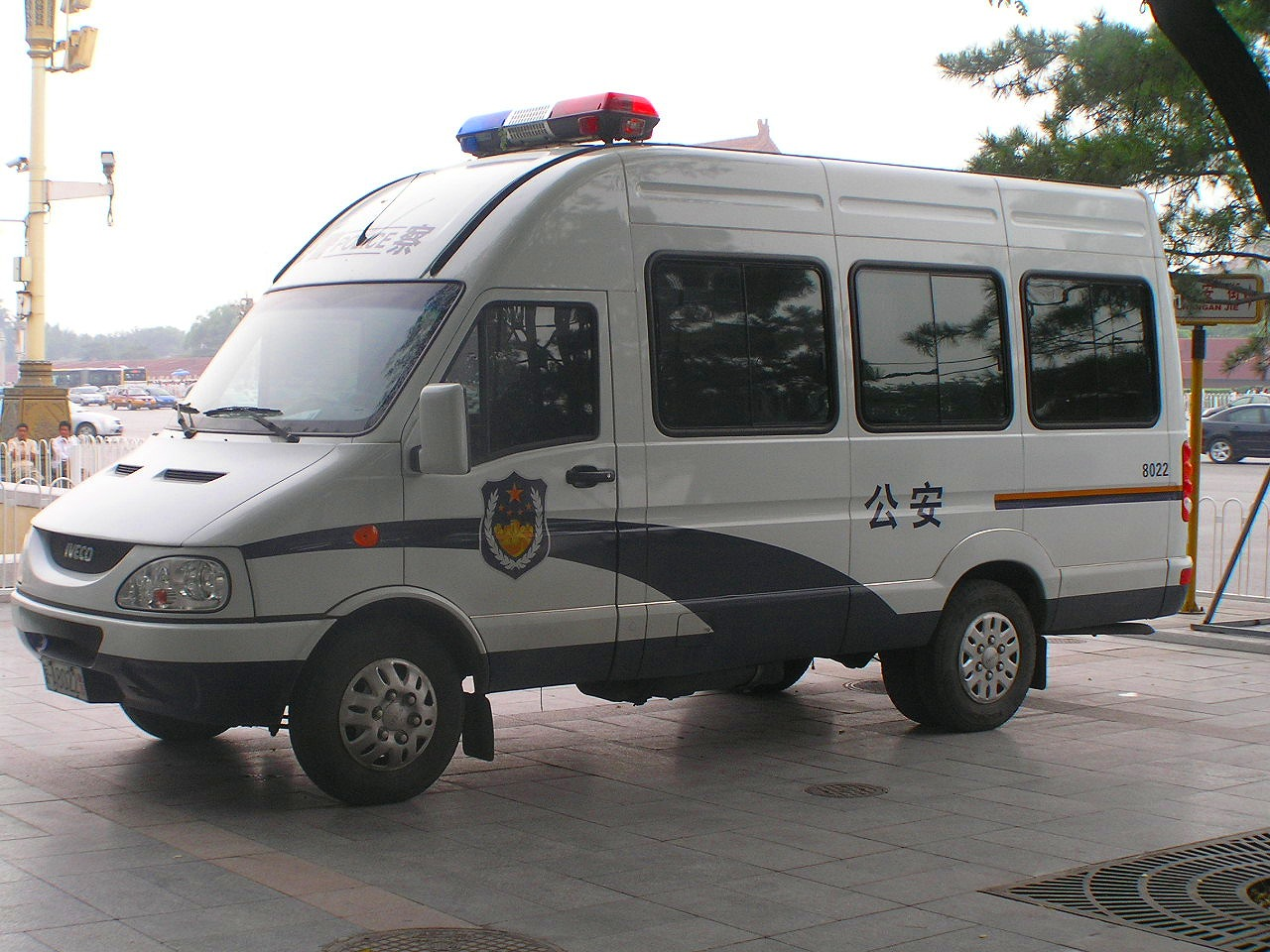

Die 3. Generation wird als Kleinbus für maximal 19 Passagiere in überarbeiteter Version seit 2007 als Iveco Power Daily produziert. Das Modell wird seit 2010 auch in die Ukraine exportiert. Als Motoren kommen der SOFIM-2,8-Liter-Turbodiesel mit 74 kW (101 PS), 85 kW (116 PS) und 93 kW (126 PS) mit 5-Gang Schaltgetriebe zum Einsatz.

## Daily IV (2006–2011)
Die vierte Generation war eine umfangreiche Überarbeitung des Vorgängers und wurde ab Mitte 2006 verkauft. 2009 erfolgte ein Facelift mit neu gestalteter Front und überarbeiteten Motoren, das nun als Iveco EcoDaily angeboten wurde.

### Allradversion
Erstmals seit dem Jahr 1999 stand ab 2007 wieder eine Allradversion des Daily zur Verfügung. Diese war in Kooperation mit der Firma SCAM entstanden und stand als Einzelkabine mit den Radständen 3050 und 3400 mm und als Doppelkabine mit Radstand 3400 mm zur Verfügung. Zulässiges Gesamtgewicht in zwei Versionen: 3500 oder 5500 kg.
Motoren
- 2287 cm³ – 71 kW (97 PS) und 240 Nm
- 2287 cm³ – 85 kW (116 PS) und 270 Nm
- 2287 cm³ – 100 kW (136 PS) und 350 Nm
- 2998 cm³ CNG – 100 kW (136 PS) und 350 Nm
- 2998 cm³ – 107 kW (145 PS) und 350 Nm
- 2998 cm³ – 130 kW (177 PS) und 400 Nm

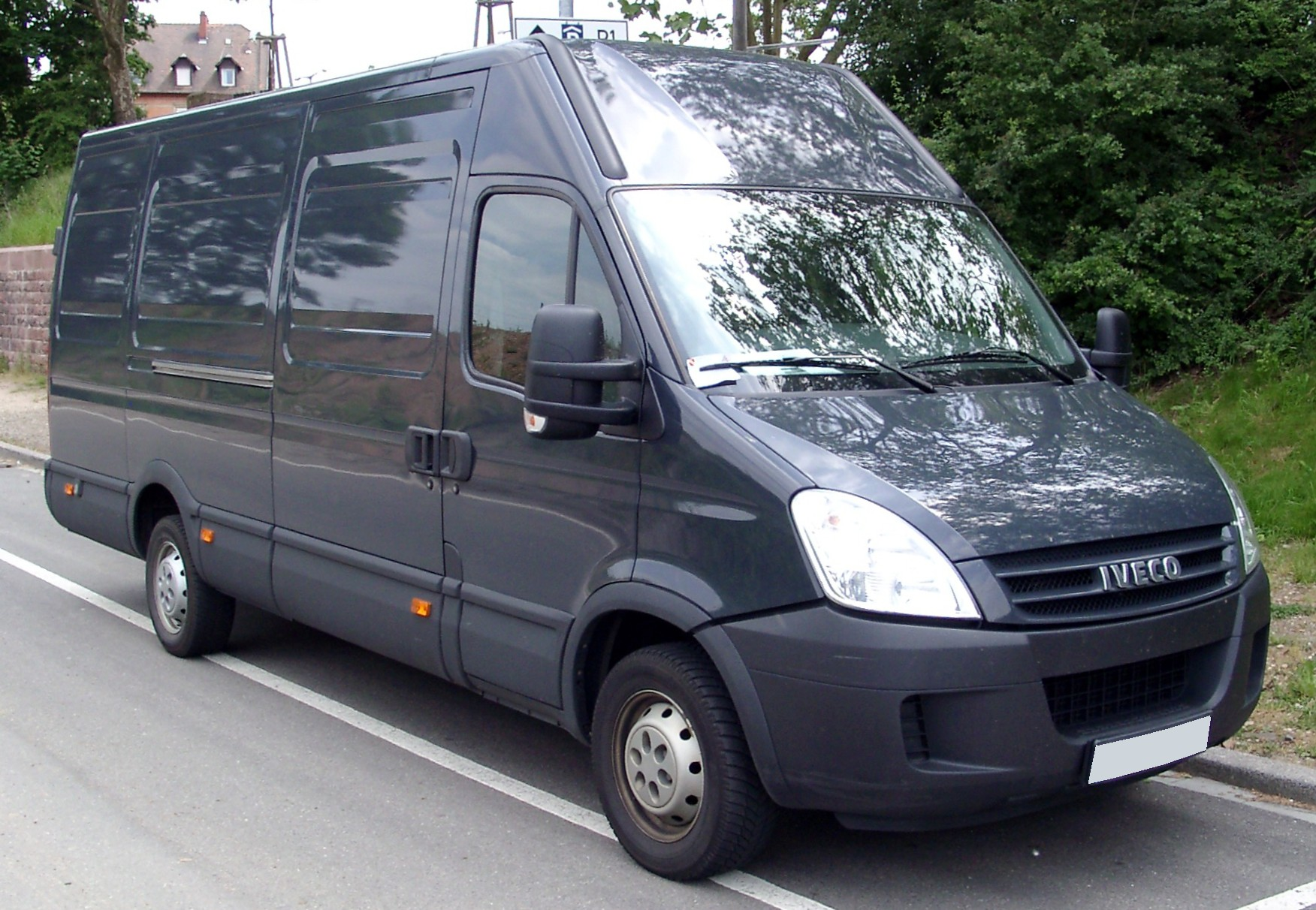
Daily IV Kastenwagen
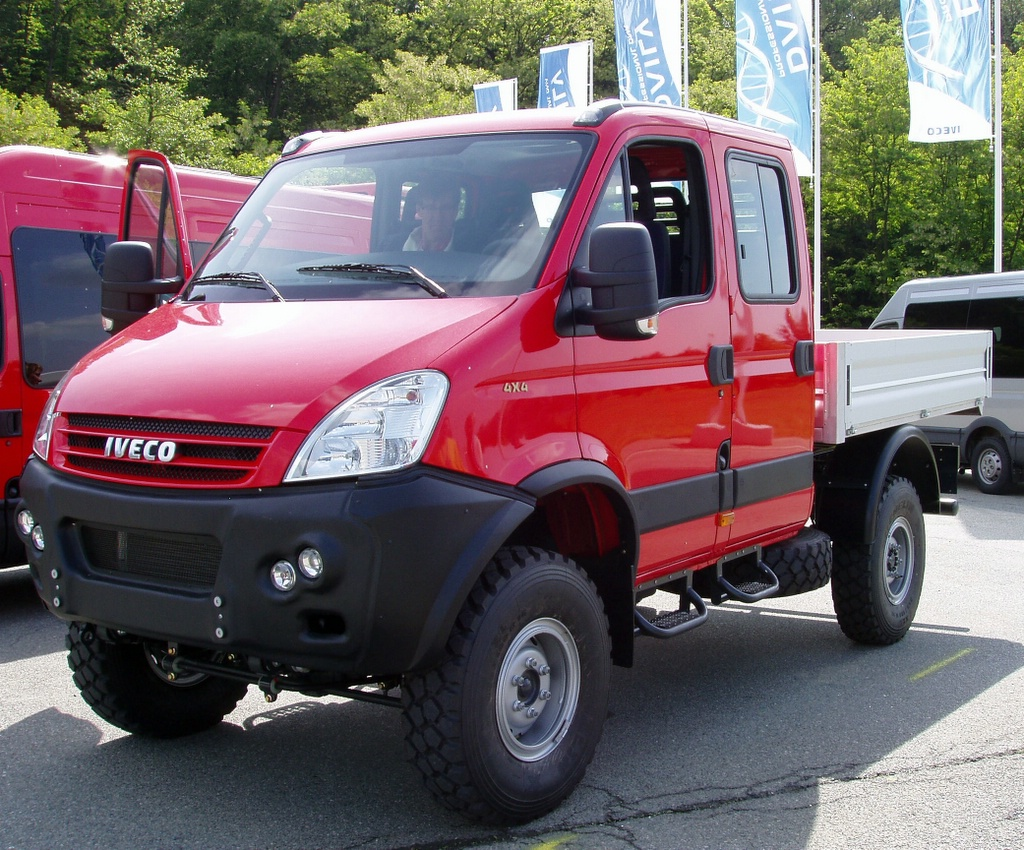
Daily IV als Pritschenwagen mit Allradantrieb
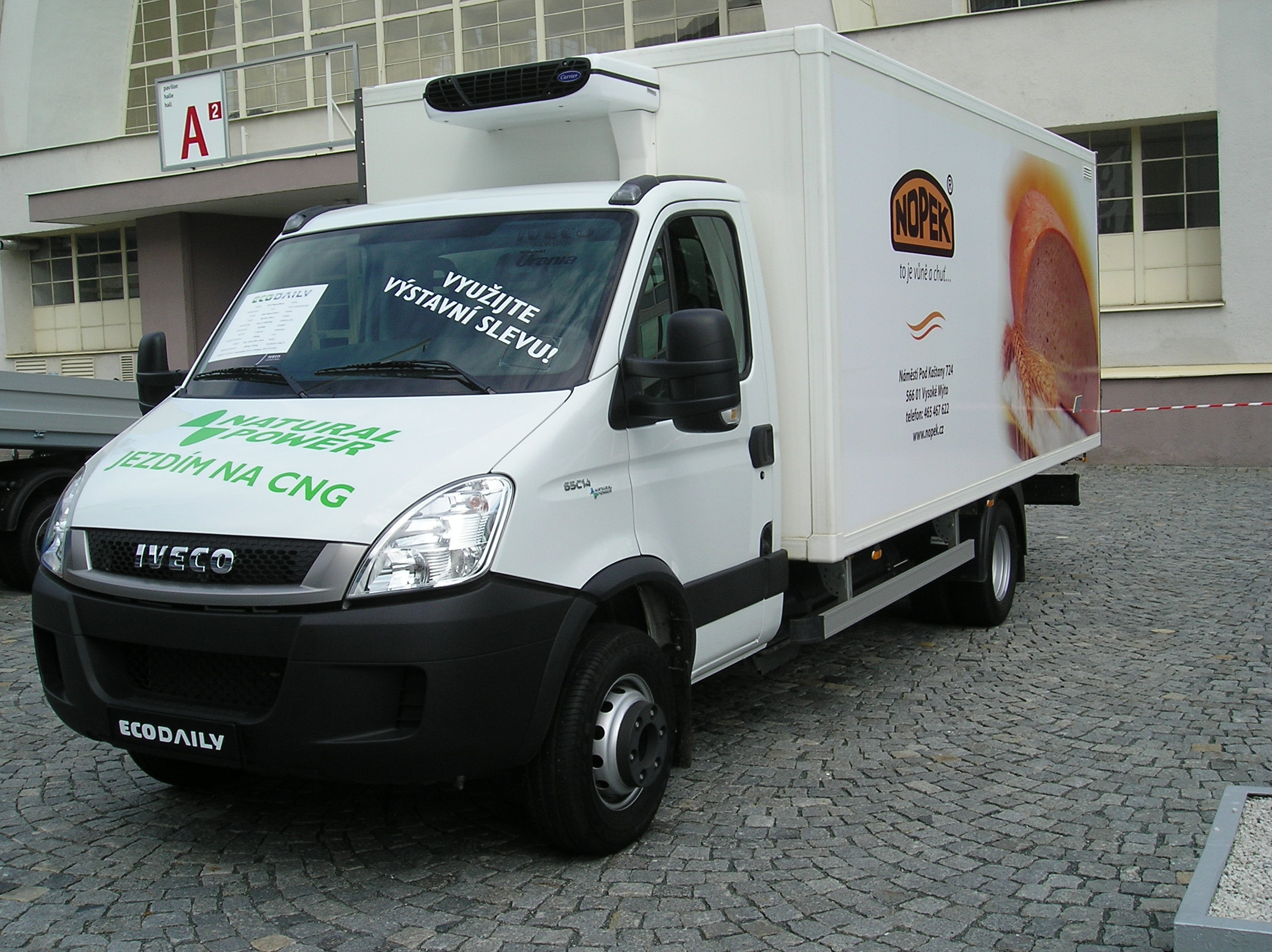
Iveco EcoDaily
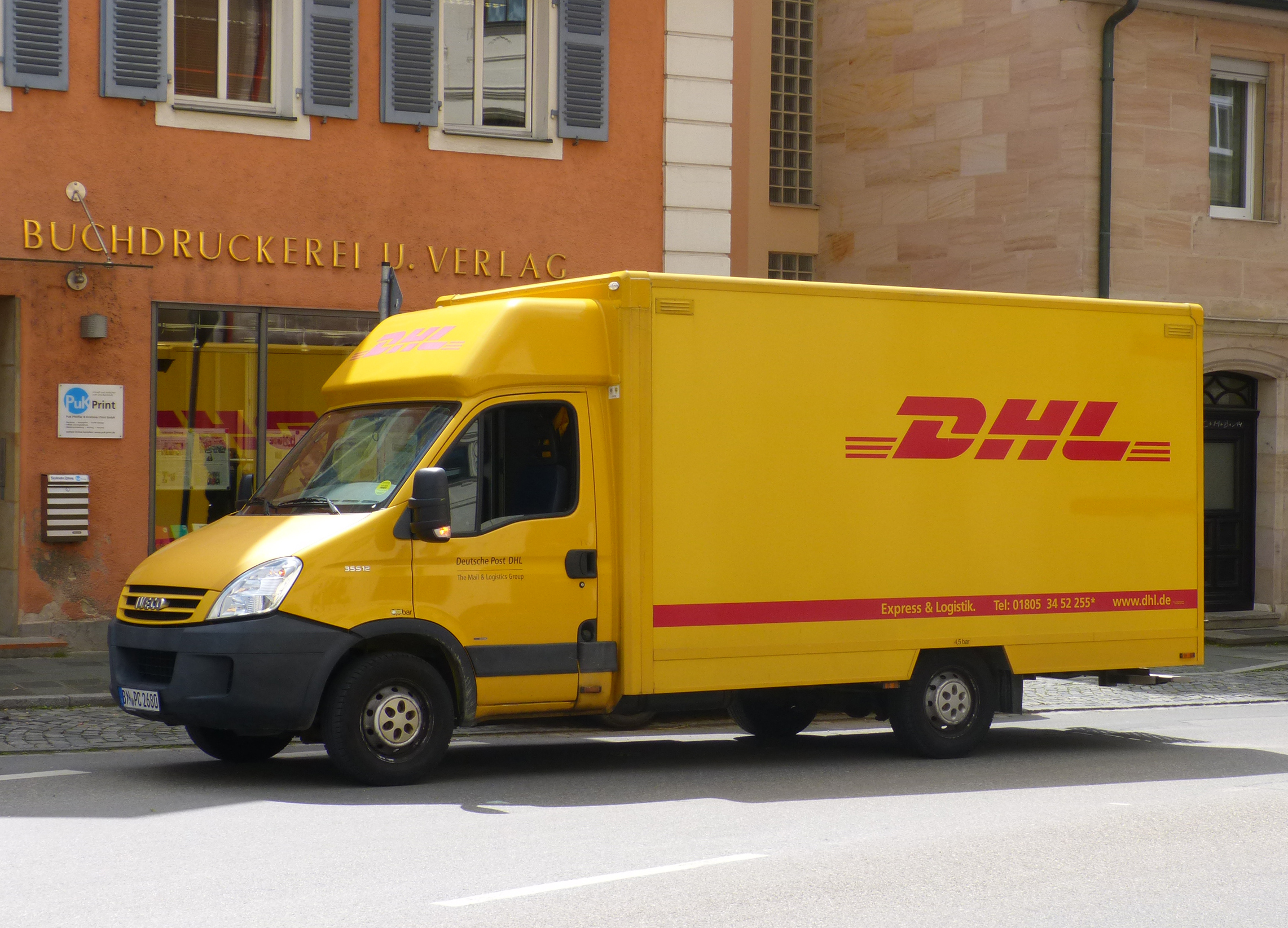
Iveco Daily IV als Zustellfahrzeug der DHL

## Daily V (2011–2014)
Der Daily der fünften Generation wurde von September 2011 bis Juni 2014 angeboten. Optische Änderungen zum Vorgängermodell bestanden in der Front und bei der Innenausstattung. Technisch gab es überarbeitete Motoren sowie neben anderen bereits beim Vorgänger verbauten elektronischen Unterstützungssystemen auch eine ESP mit adaptiver Ladungskontrolle. Neben Tagfahrlicht gab es adaptive Nebelscheinwerfer mit Kurvenlicht-Funktion. Erstmals war der Daily mit einem Dieselmotor mit über 200 PS erhältlich. Der 3,0 l mit zwei Turboladern leistete 150 kW (204 PS) bei einem maximalen Drehmoment von 470 Nm. Er erfüllte wie alle Motoren die Euro-5-Norm und war mit Dieselrußpartikelfilter und AGR ausgerüstet. Eine Multijet-Einspritzanlage sorgte für gestiegenes Drehmoment bei geringerem Verbrauch und Emissionen bei allen Motoren. Das überarbeitete Einspritzsystem führte zu einem ruhigeren Motorlauf. Der Daily der fünften Generation war in den Gewichtsklassen 2,8 bis 7,0 t mit einer maximalen Nutzlast von 4,7 Tonnen erhältlich. Das Ladevolumen beim größten Kastenwagen betrug wie beim Vorgängermodell 17,2 m³.
Motoren
- 2287 cm³ – 78 kW (106 PS) und 270 Nm
- 2287 cm³ – 93 kW (126 PS) und 290 Nm
- 2287 cm³ – 107 kW (145 PS) und 350 Nm
- 2998 cm³ CNG – 100 kW (136 PS) und 350 Nm
- 2998 cm³ – 107 kW (145 PS) und 350 Nm
- 2998 cm³ – 125 kW (170 PS) und 400 Nm
- 2998 cm³ – 150 kW (204 PS) und 470 Nm

## Daily VI (2014–2019)
Der Daily der sechsten Generation wurde im Juli 2014 vorgestellt. Gegenüber dem Vorgängermodell wurde das Fahrzeug vollkommen überarbeitet; lediglich das Motorenangebot wurde beibehalten. So wurde die Auswahl an Karosserie-Varianten, Abmessungen, Radständen sowie Nutzlasten erheblich erweitert. Nach Angabe des Herstellers stehen nun 8000 Varianten ab Werk zur Verfügung. Die beim Daily V durch den Leiterrahmen bedingte hohe Ladefläche wurde nun um 55 mm abgesenkt und die oft kritisierten langen Überhänge reduziert. Zur Verbesserung des Fahrkomforts wurde die Radaufhängung neu gestaltet sowie der Sitzpunkt des Fahrersitzes verbessert. Auch das Fahrzeugdesign wurde neu entworfen und den Anforderungen der Aerodynamik angepasst. Zur Serienausstattung gehört eine Electronic Stability Control; weitere Sicherheitsausstattungen wie ein Spurhalteassistent und eine Rückfahrkamera sind als Option erhältlich. Ebenfalls optional ist eine pneumatische Hinterradaufhängung, die das Be- und Entladen erleichtern soll. Dieses Modell erhielt 2015 die Auszeichnung Van of the Year.

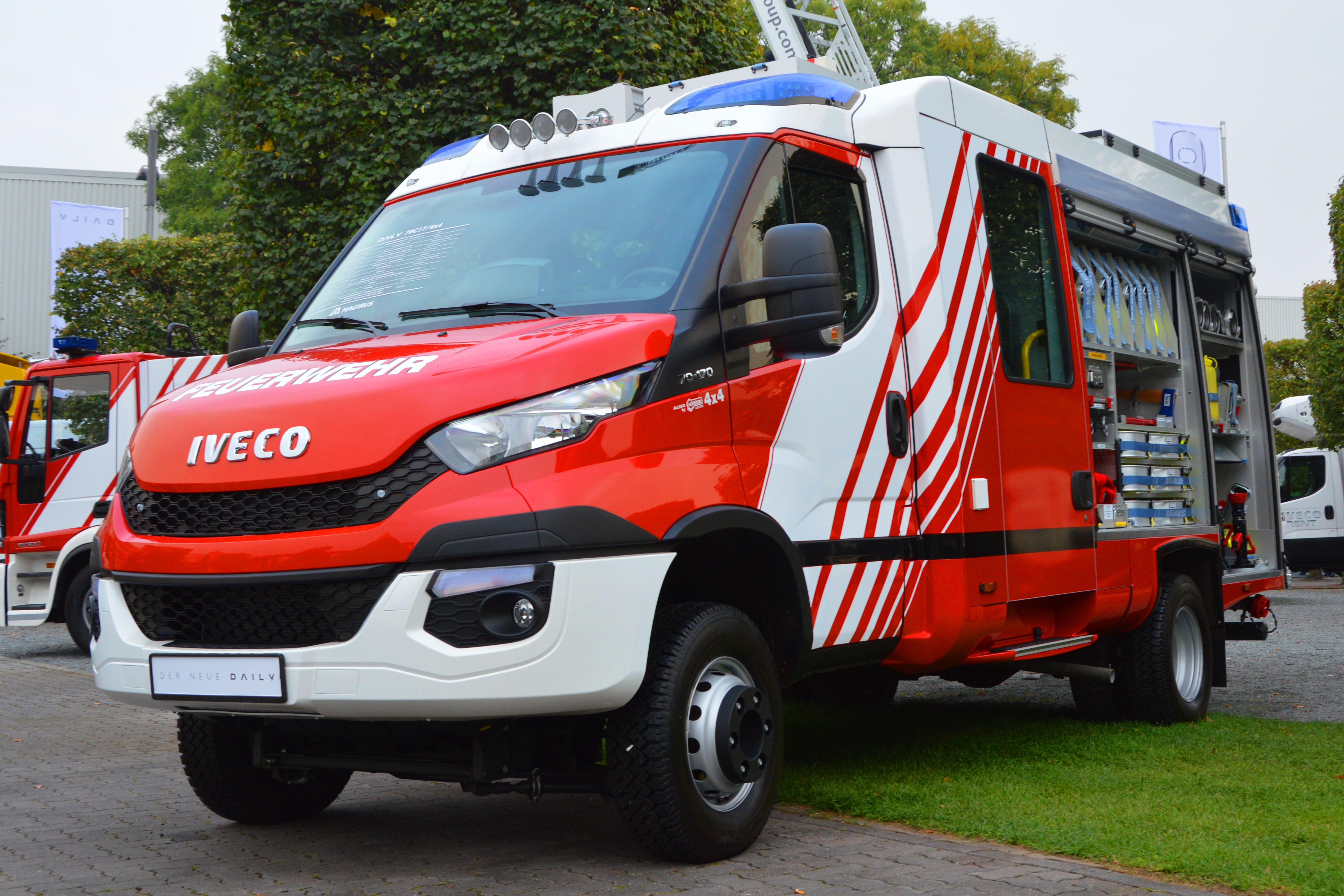
Iveco Daily (2014) Feuerwehrfahrzeug mit Allradantrieb
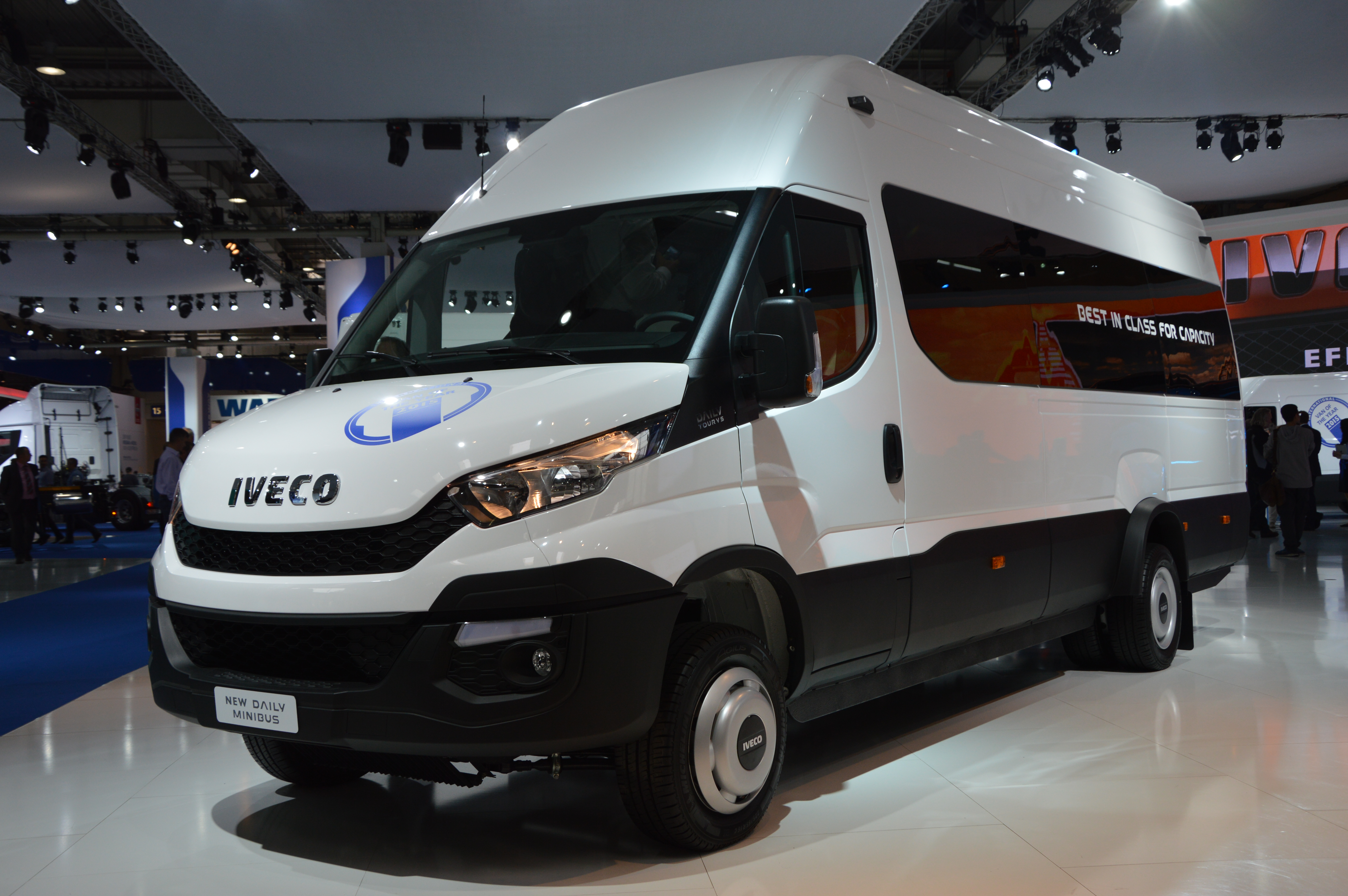
Iveco Daily (2014) als Minibus

### Elektroantrieb

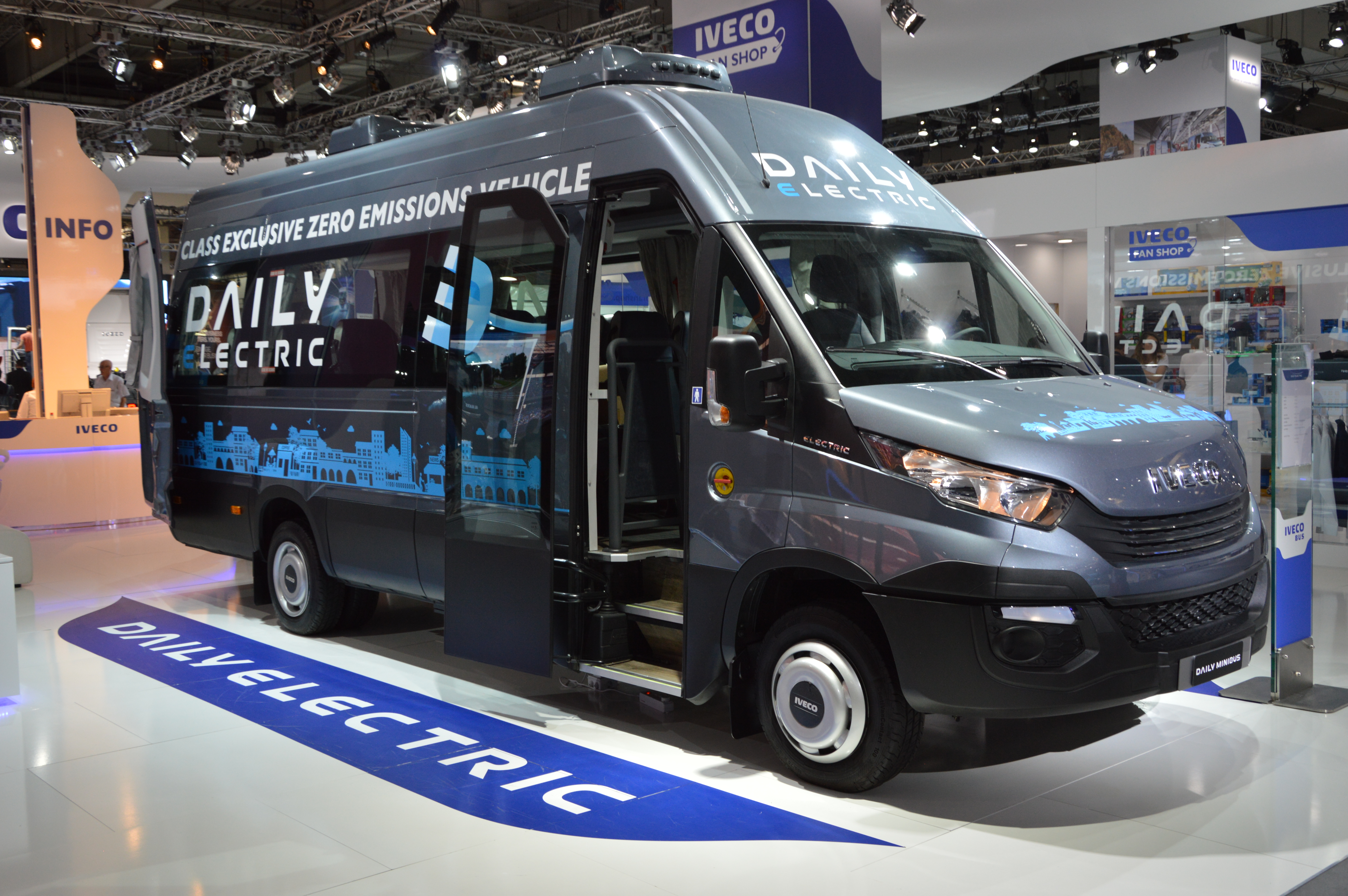
Daily electric als Kleinbus mit 16 Sitzplätzen

Der als Kastenwagen, Kleinbus und als Fahrgestell angebotene Iveco Daily Electric ist ein rein elektrisch angetriebenes Fahrzeug. Es ist wahlweise mit einem 60- oder einem 80-kW-Elektromotor ausgestattet. Für das Aufladen der ZEBRA-Batterien werden 10 Stunden benötigt, im verkürzten Schnelllademodus 2 Stunden. Das geräuscharme Fahrzeug wird insbesondere für Nachtanlieferungen im urbanen Raum beworben und hat eine Reichweite von bis zu 280 Kilometern.

## Daily 7 (2019–heute)
Der Daily besitzt nun Voll-LED-Scheinwerfer. Neu hinzugekommen sind verschiedene Fahrerassistenzsysteme.

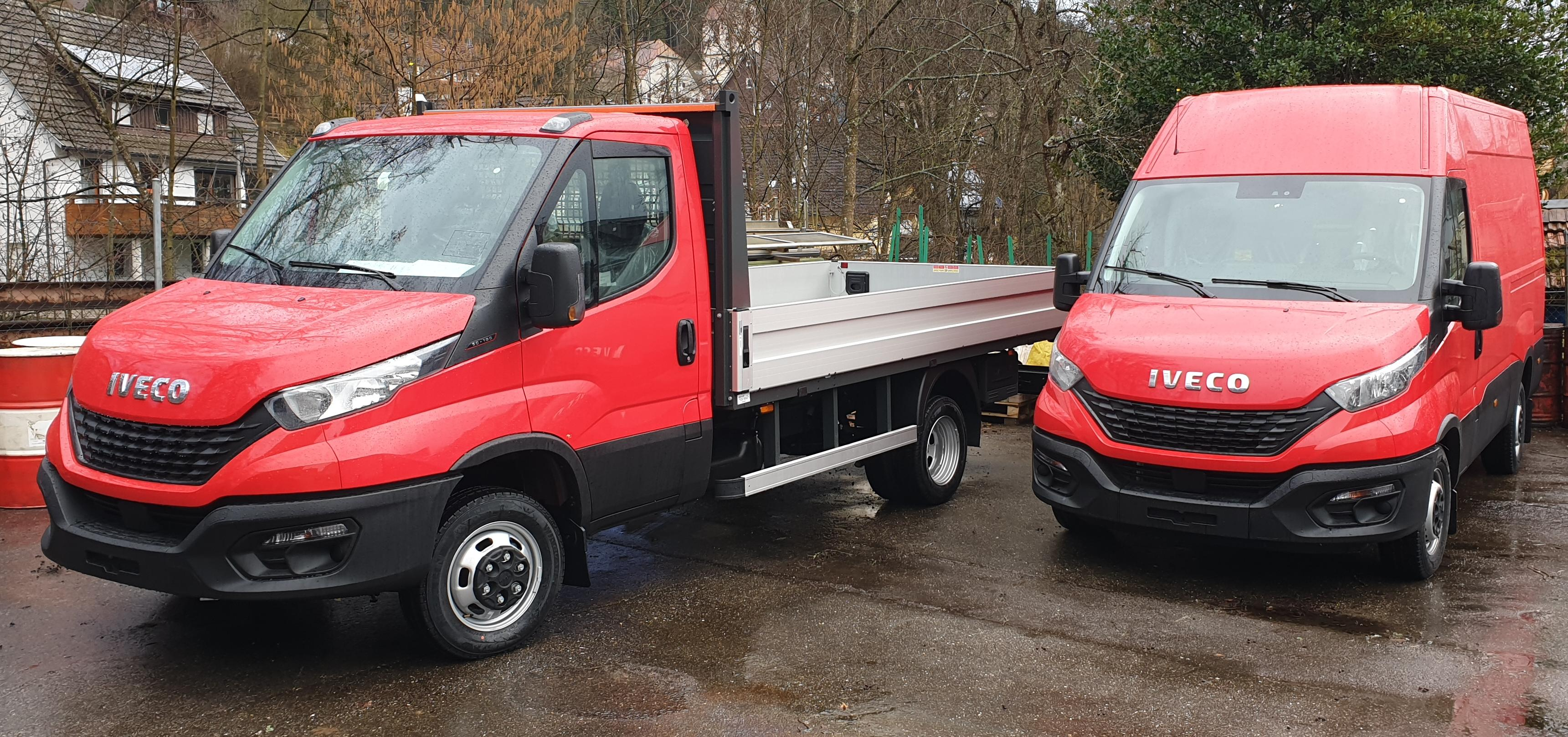
Iveco Daily 7
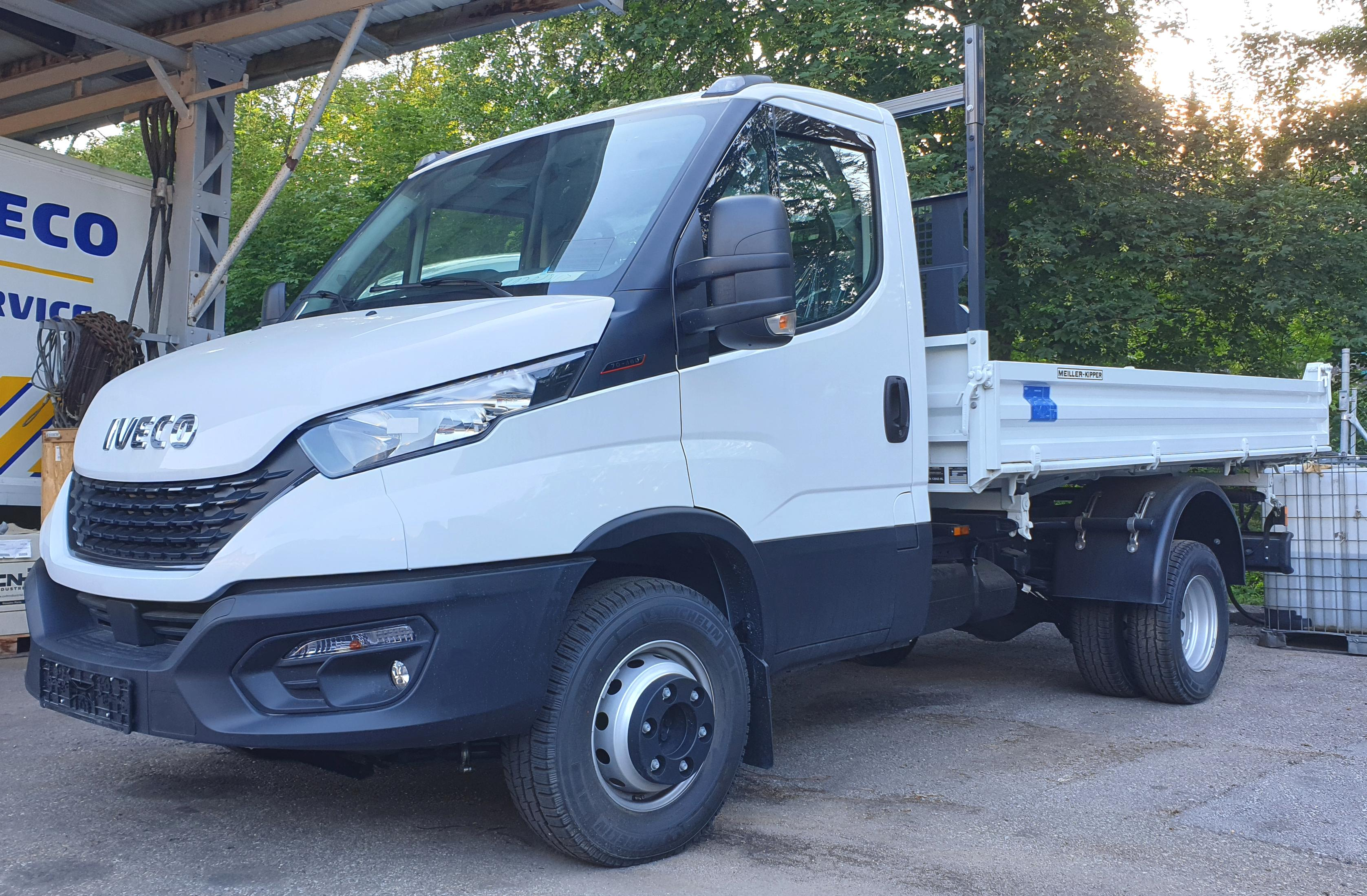
Iveco Daily 7 Kipper

## Aktuelle Motorvarianten (Stand 11/2020)
| Motor  | Hubraum (cm³) | Leistung (kW/PS) | Drehmoment (Nm) |
| ------ | ------------- | ---------------- | --------------- |
| Diesel |               |                  |                 |
| F1A    | 2287          | 85/116           | 320             |
| F1A    | 2287          | 100/136          | 350             |
| F1A    | 2287          | 115/156          | 380             |
| F1C    | 2998          | 120/163          | 380             |
| F1C    | 2998          | 132/180*         | 430             |
| F1C    | 2998          | 152/207          | 470             |
| Erdgas |               |                  |                 |
| F1C    | 2998          | 100/136          | 350             |

*seit 2022 129kW/176PS